# Framework para aplicaciones web
Un framework para aplicaciones web es un conjunto de herramientas y bibliotecas diseñado para facilitar el desarrollo de aplicaciones web y servicios web. Estos frameworks suelen proporcionar estructuras prediseñadas que ayudan en tareas comunes como el acceso a base de datos, el manejo de sesiones, la validación de formularios, la generación de interfaces y la comunicación entre cliente y servidor. 
Existen frameworks enfocados en la capa de presentación (*front-end*), en la lógica de negocio y acceso a datos (*back-end*), y otros que abarcan ambos (*full-stack*).

## Historia
Como el diseño inicial de la World Wide Web no era intrínsecamente dinámico, el hipertexto consistió en HTML estático codificado a mano. Cualquier modificación a las páginas debía ser realizada manualmente por el autor. En 1993, se introdujo el estándar CGI para interconectar aplicaciones externas con servidores web, lo que permitió generar contenido dinámico en función de las entradas del usuario.
Las primeras implementaciones de CGI tuvieron efectos adversos en el rendimiento del servidor, ya que cada solicitud iniciaba un proceso independiente. Con el tiempo, se desarrollaron técnicas de procesos persistentes y sistemas más eficientes para mejorar la escalabilidad.
En 1995 surgieron entornos integrados de desarrollo web junto con lenguajes diseñados específicamente para la web, como ColdFusion, PHP y Active Server Pages. Posteriormente, aparecieron frameworks que incorporaban patrones de diseño como MVC, facilitando la separación entre lógica de negocio, interfaz y control de flujo.
A finales de la década de 1990 y principios de los 2000 surgieron frameworks de pila completa como ASP.NET, Java EE, Ruby on Rails, Django y Laravel, que consolidaron herramientas en una sola arquitectura cohesiva.
En la década de 2010 se popularizaron frameworks orientados al front-end, como AngularJS, React y Vue.js, que impulsaron el desarrollo de Single Page Applications (SPA). En la década de 2020 surgieron enfoques híbridos y arquitecturas basadas en Jamstack, con frameworks como Next.js, Nuxt.js y SvelteKit.

## Clasificación

### Frameworks de front-end
Se centran en la capa de presentación y experiencia del usuario:
- React (Meta)
- Angular (Google)
- Vue.js

### Frameworks de back-end
Enfocados en la lógica de servidor y acceso a datos:
- Django (Python)
- Ruby on Rails (Ruby)
- Laravel (PHP)
- Express.js (Node.js)

### Frameworks full-stack o híbridos
Combinan funcionalidades de cliente y servidor en un mismo entorno:
- Next.js
- Nuxt.js
- Meteor
- Spring Boot

## Características comunes
La mayoría de frameworks para aplicaciones web incluyen:
- Generación de plantillas HTML.
- Ruteo y gestión de URL.
- Conexión a bases de datos.
- Validación de datos y formularios.
- Seguridad (autenticación, autorización, protección contra XSS y CSRF).
- Herramientas para pruebas y depuración.